# Jón Helgason (Schriftsteller, 1899)
Jón Helgason (* 30. Juni 1899 auf dem Hof Rauðsgil im Reykholtsdalur/Hálsasveit; † 19. Januar 1986 in Kopenhagen) war Professor für isländische Philologie in Kopenhagen und zugleich isländischer Dichter.
Nach dem Abitur studierte er in Kopenhagen, besonders Nordische Philologie; Magisterprüfung 1923, 1925 promovierte er (Dr. phil.) an der Universität von Island mit einer Studie über Jón Ólafsson frá Grunnavík, erschienen in Kopenhagen 1926.
Er war 1927 bis 1971 Direktor der bedeutenden Sammlung der Stiftung Árni Magnússon, die ihre mittelalterlichen isländischen Dokumente erschließt.
Regelmäßig veröffentlichte er eigene Gedichte. Seine erste Anthologie erschien im Jahre 1939 unter dem Titel Úr landsuðri und erlangte gleich große Beliebtheit. Noch heute ist er in vielen Schulbüchern und Anthologien vertreten und wird gerne gelesen.
Teile des Flusses Reykjadalsá sowie die Schlucht Rauðsgil neben dem gleichnamigen Hof stehen heute unter Naturschutz.